# كارلوس مارتينيز (تمثيل صامت)
كارلوس مارتينيز (بالإسبانية: Carlos Martínez)‏ (و. 1955  م) هو تمثيل صامت، وممثل إسباني، ولد في برافيا.